# ウィリアム・インブリー
ウィリアム・インブリー（英語: William Imbrie , 1845年1月1日 - 1928年8月4日）は、1875年（明治8年）に日本を訪れて以後、40年以上もの長きにわたりキリスト教の布教活動を行ったアメリカ合衆国長老教会の宣教師である。歴代訪日宣教師の中でも顕著な業績を残しているが、彼の業績について言及された文献は極めて少ない。そのために「インブリー事件」の被害者として最もよく知られる。

## 生い立ち
ウィリアム・インブリーは1845年1月1日にアメリカ合衆国のニュージャージー州ラーウェイ第一長老教会の牧師館で父のチャールズ・キッセルマン・インブリー（1814–1891）と母のエリザベス・ミラー・インブリー（1815–1891）の長男として生まれた。両親ともにスコットランド出身の祖先を持つスコットランド系アメリカ人（父方の祖母の祖先はイングランド出身）である。姉1人と弟2人がいたが、末弟のジョンは生後間もなく亡くなった。のちに、姉のレイチェル（1842–1907）は長老教会牧師夫人となり、上の弟のチャールズ（1848–1899）は実業家となった。7歳になって間もなく、父のチャールズは同じニュージャージー州のジャージーシティ第一長老教会に転任となり、一家はマンハッタン島対岸の市街地区へ転居した。チャールズは定年となる1888年まで40年近く第一長老教会の牧師を務めた。
姉や弟とともにチャールズから初等教育を受け、10歳になるとマンハッタン島のグリニッジ・ヴィレッジにあるクッケンボス・スクールに通い始めた。1858年にチャールズの教会で信仰告白を体験した。クッケンボス・スクールを卒業後、同じマンハッタン島にある監督教会（アメリカ聖公会系）のコロンビア大学に入学した。コロンビア大学で2年間過ごした後、1863年9月にプリンストン大学の1865年クラスに編入し、寄宿舎生活を始めた。南北戦争が終結した2か月後の1865年6月にプリンストン大学を最優秀で卒業した。

## 実業界から教職者へ

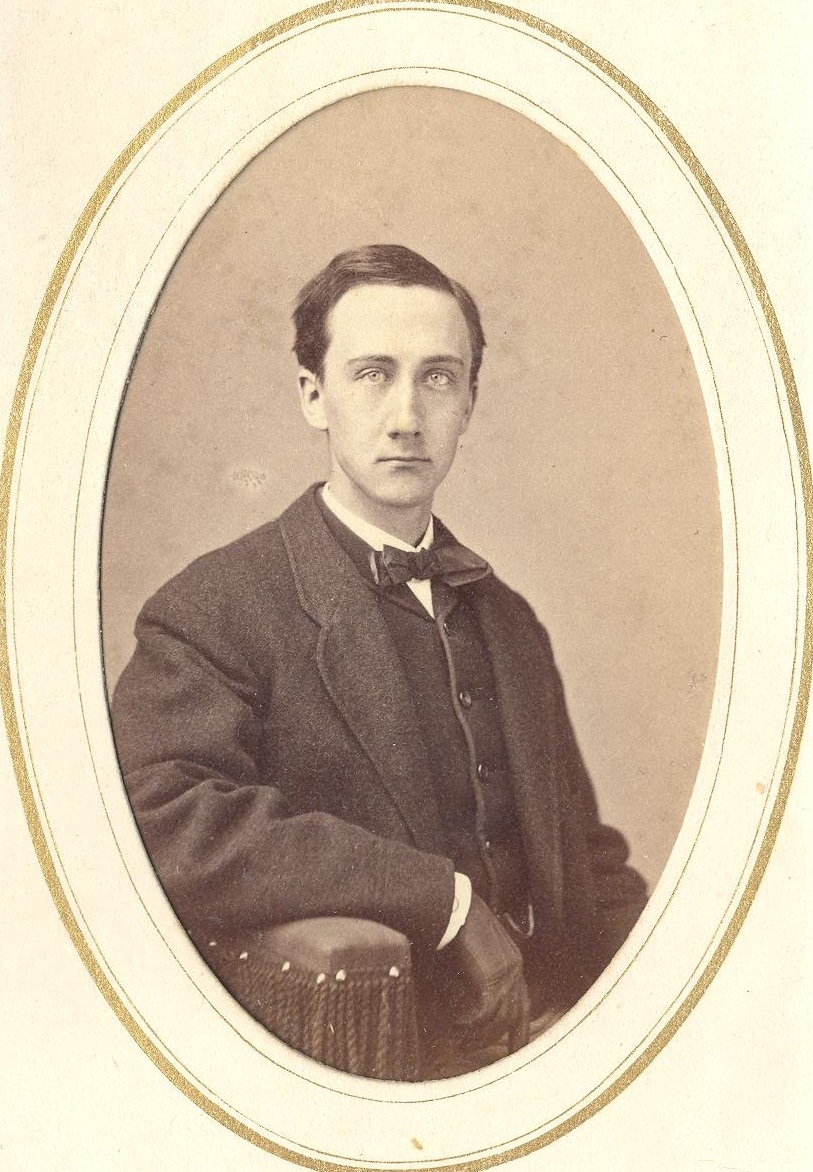
プリンストン神学校のアルバムより

プリンストン大学を卒業した後はウォール街の証券会社に就職し、次いでペンシルベニア鉄道会社に転職したが、長続きせずにどちらも半年で辞めた。父と同様に教職者を志すことを決意し、1年間入学試験の準備を行った後、1867年秋にプリンストン神学校に入学した。神学校の同級生にはいとこのエドワード・ローゼイ・ミラー、のちに在日ミッションの同僚となるオリバー・マクリーン・グリーンらがいた。インブリーは1870年クラスを首席で卒業した。
1871年4月18日にジャージーシティ長老教会で按手礼（あんしゅれい）を受けた後しばらくはチャールズの教会で奉仕活動を続け、その間に1873年9月9日にチャールズの司式により同教会信徒で実業家の娘のエリザベス・ドリマス・ジュエル（1845–1931）との結婚式を挙げた。同年10月8日にジャージーシティ長老会からニュージャージー州レイクビュー長老教会の牧師に任命された。いとこのミラーはプリンストン神学校の専門研究科を修了した後、1872年4月1日にジャージーシティ長老会から日本派遣の宣教師に任命され、その2か月後に単身で日本を目指して出発した。
ミラーが日本に派遣されて3年後、長老教会海外伝道局からチャールズを経由してインブリーのもとに宣教師として日本に赴任するよう要請が届き、これを受けて彼は1875年1月にレイクビュー長老教会牧師の任を解かれた。同年6月21日に海外伝道局は宣教師派遣選考委員会を開き、インブリーの日本派遣を正式に決定した。アメリカ合衆国長老教会では宣教師の派遣は本人の所属する長老会が任命していたが、インブリーに限っては例外的に海外伝道局が直接任命したいわばお墨付きであった（インブリーの父親は海外伝道局の理事も務めていた）。
1875年8月末に、インブリーとエリザベス夫人はジャージーシティを出発し、大陸横断鉄道に乗って西へと移動し、サンフランシスコからパシフィック・メール汽船会社所有の汽船、「チャイナ号」に乗船し日本へと向かった。

## 日本での宣教師活動

### 最初の訪日

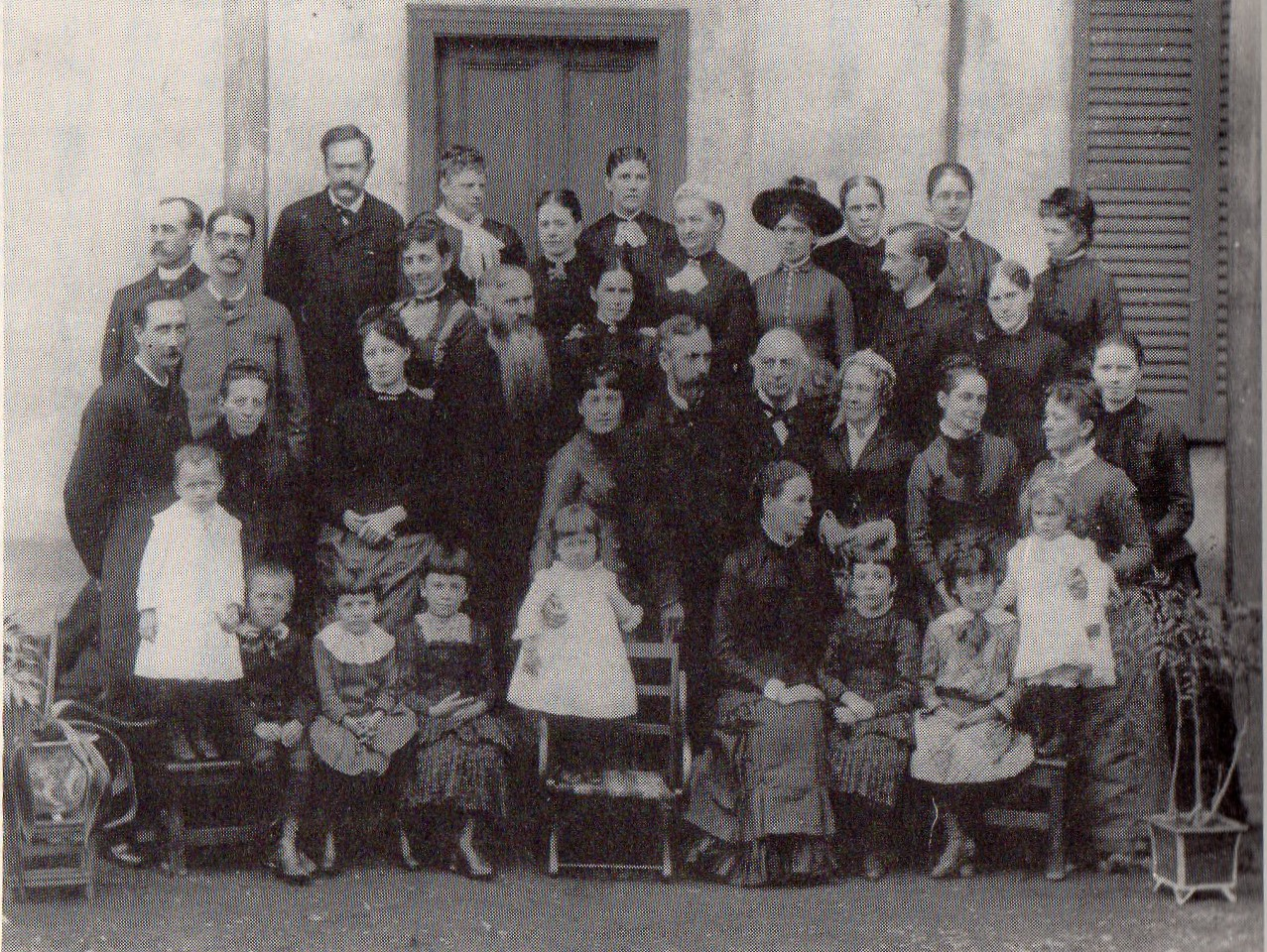
1880年代半ばのアメリカ合衆国長老教会東京ミッションのメンバーの家族の集合写真。インブリーは前から二列目の左端

インブリー夫妻を乗せた汽船は1875年（明治8年）9月26日に横浜港に到着した。インブリーにとってこの日のことはとても印象深かったようで、彼は後年に「私は初めて日本の陸地を眼にした時のことを決して忘れません。（中略）私は過去と未来に思いを走らせ、私の前におかれた人生を心に描いてみました。それは私が今まで描いていた人生とはかなり異なるものでした」と述懐している。夫妻はすぐにいとこのミラーの好意で、横浜市山手にあるミラー夫妻が少し前まで住んでいた彼らの持ち家に落ち着いた。しばらく横浜に滞在した後、翌1876年（明治9年）1月初めに、東京の築地にある外国人居留地相対借地域の南小田原町四丁目五番地の日本家屋に転居した。同年5月に「Jesus」の日本語表記問題で特別宣教師会議の決定を不服として在日ミッション宣教師を辞任したクリストファー・カロザースとその妻のジュリア・カロザースが退去した後の、「ショッキングなほど汚い」築地居留地六番Aの宣教師館に入居した。
1877年（明治10年）9月17日にアメリカ合衆国長老教会、アメリカ・オランダ改革派教会、スコットランド一致長老教会の在日3ミッションが合同して長老主義に基づく日本基督一致教会を創立することが決定したが、その合同事業を主導したのがインブリーだった。日本に到着してから2年足らずのうちに「教会の統一」を成し遂げた彼の手腕に対し、ジェームズ・カーティス・ヘボンをはじめ関係ミッション全ての宣教師が称賛を与えた。
さらにインブリーが作成に参画した報告書に従い、1877年10月7日に合同神学校の東京一致神学校が開校し、彼自身も「新約聖書釈義」と「キリスト伝」の教育を担当した。専任教授の一人として日本人教職者を養成するため神学教育に多くの時間を割いた。3年後の1880年（明治13年）4月26日に築地大学校が築地居留地七番に移転し、その筆頭教授を兼務することになった。
推進した諸事業が軌道に乗り出したので海外伝道局に賜暇休暇を願い出て、インブリー一家は1883年（明治16年）10月23日に「シティ・オブ・ペキン号」に乗って横浜を後にし、アメリカ本国に一時帰国した。この際、夫婦の他に4歳の長男マルコムと2歳の次男チャールズも一緒であった。インブリーは休暇の最中に東京一致神学校で講義してきたキリスト伝をまとめて1884年9月に『The Life of Christ』（井深梶之助訳『福音史 一名基督言行録』）という題で、東京一致神学校から出版した。これに先立つ同年6月、日本における宣教師としての顕著な働きをたたえて母校のプリンストン大学から名誉神学博士号を授与された。

### 二度目の訪日
1885年（明治18年）7月にインブリー一家は1年9か月の休暇を終えて日本に戻り、元の住まいの築地居留地一六番の宣教師館に落ち着いた。
1887年（明治20年）1月19日に東京府より、東京一致神学校、東京一致英和学校、英和予備校を統合した一大カレッジとなる明治学院の設置の認可が下りた。インブリーは学院設立の最も重要な会計委員を務め、専門学部と邦語神学部の教授に就任して新約聖書注解と教会政治を担当した。
日本基督一致教会と日本組合基督教会合同の機運が高まると、インブリーは合併草案の作成委員長および「日本連合基督教会」草案細条目編成委員長として、2年間にわたる両派の合同実現の運動を主導したが、新島襄らが教会合同に強い反対を示したことから組合教会内の反対勢力の意見が強まり、1889年（明治22年）5月に両教会の合同は不成立の結論に達した。日本基督一致教会は合同の可能性がなくなると、憲法草案作成委員長インブリーが日本人教職者を指導して従来のミッション主導による教会政治体制から日本人のキリスト教会独自の教会憲法作成に動き出した。1890年（明治23年）12月3日と4日に開催された一致教会第6回大会では新憲法が採択され、同時に教会の名称を日本基督教会と改めた。この時に採択されたインブリーが起草した信仰告白文は長く影響力を保ち続け、1953年（昭和28年）の「日本基督教会信仰の告白」や1954年（昭和29年）の「日本基督教団信仰告白」も同じような形式で制定されている。
インブリーは今後の教勢拡張は外国人宣教師の手に委ねるのではなく、日本人キリスト者自らが行うべきだと考えた。彼は日本に派遣される際に海外伝道局から与えられた宣教師としての全ての使命を果たしたことを実感し、成長する息子たちの教育という理由も重なり、日本における奉仕に終止符を打ってアメリカ本国に帰国することを決意した。1893年（明治26年）4月29日に一家4人は「オーシャニック号」に乗って横浜の港を後にした。
アメリカに戻った一家はニュージャージー州ローレンスビルにあるローレンスビル・スクールの教員住宅に落ち着き、帰国後のインブリーはそこから各地の長老会議に呼ばれて講演や説教を行い、母校のプリンストン神学校で連続講義の講師を依頼されたり、伝道局会議に出席したりと多忙な日々を送った。
田村直臣が1893年の再渡米に際し、英文で出版した『日本の花嫁』はキリスト教から見た日本の結婚制度や家庭における女性の地位の低さについて書かれたものであるが、国粋主義の風潮が急激に高まる日本の各新聞・雑誌からその内容が繰り返し非難され、ついには所属する日本基督教会も弾劾裁判を開いて1894年（明治27年）7月6日に彼の牧師の資格を剥奪するという判決を下した。インブリーはこの裁判に先立ちコメントを裁判に提出したいと依頼状を送ってきた田村に対し、1894年5月14日付けで「この著書は刺激的ではあるけれども、日本を侮辱する意図のもとに、あるいは記述の内容が偽りであることを承知の上で書かれたとは思っていない」とアメリカから返事を書いて田村の著作に理解を示している。
息子のマルコムとチャールズの二人がそれぞれ17歳と15歳に成長し、希望するプリンストン大学への進学に目処がついてきたことから、インブリーは再び日本を訪れる決心をした。

#### ノルマントン号事件
1886年（明治19年）10月24日にイギリス船籍の貨物船、「ノルマントン号」が暴風に遭い、座礁して沈没した際、イギリス人乗組員全員が救命ボートで脱出して助かる一方で、乗客である日本人25人全員が溺死するという「ノルマントン号事件」が起こり、11月5日の神戸駐在の在日イギリス領事による海難審判で船長のジョン・ウイリアム・ドレークが無過失と判定されたため、この判定は不平等条約による領事裁判権がもたらしたものとして日本国民の激高を招いた。
この事件で在京浜のプロテスタント宣教師を代表してスポークスパーソン的な役割を果たしたのがインブリーだった。11月16日に在京浜の宣教師90余名は彼の名のもとに日本人犠牲者の遺族に対する義援金を拠出して哀悼の意を表明した。また、彼はその8日後に事件に対する見解を公表するよう求めた福沢諭吉の要請に90余名を代表して『時事新報』紙上で回答を行い、福沢の指摘するイギリス人乗組員の「不思議不徳義」を全面的に肯定した。

#### インブリー事件
第一高等中学校ベースボール会対明治学院白金倶楽部のベースボールの試合が1890年5月17日に向ヶ丘のグラウンドで行われた。興味を持って応援に駆けつけたインブリーが試合開始時間に遅れて到着したために入り口がわからず垣根をまたいでグラウンドに入ったところ、一中応援団が直ちに彼を取り囲み、押し問答を繰り返すうちに、生徒の一人が凶器で彼の顔面に重傷を負わせる事件が発生した。この「インブリー事件」に在日外国人の世論が沸騰し、ついには駐日アメリカ全権公使のジョン・フランクリン・スウィフトが外務省に正式に抗議したために、国際問題になりかけた。しかしながら、陳謝する一中当局者に対してインブリーも率直に自分の非礼をわびて簡単に謝罪し、なおかつ彼が終始穏便に済ませようとしたこともあり、問題の拡大は回避された。
事件は野球史の分野で取り上げられることも多く、大和球士はこの事件を「明治野球史上の大事件」と位置づけている。

### 三度目・四度目の訪日

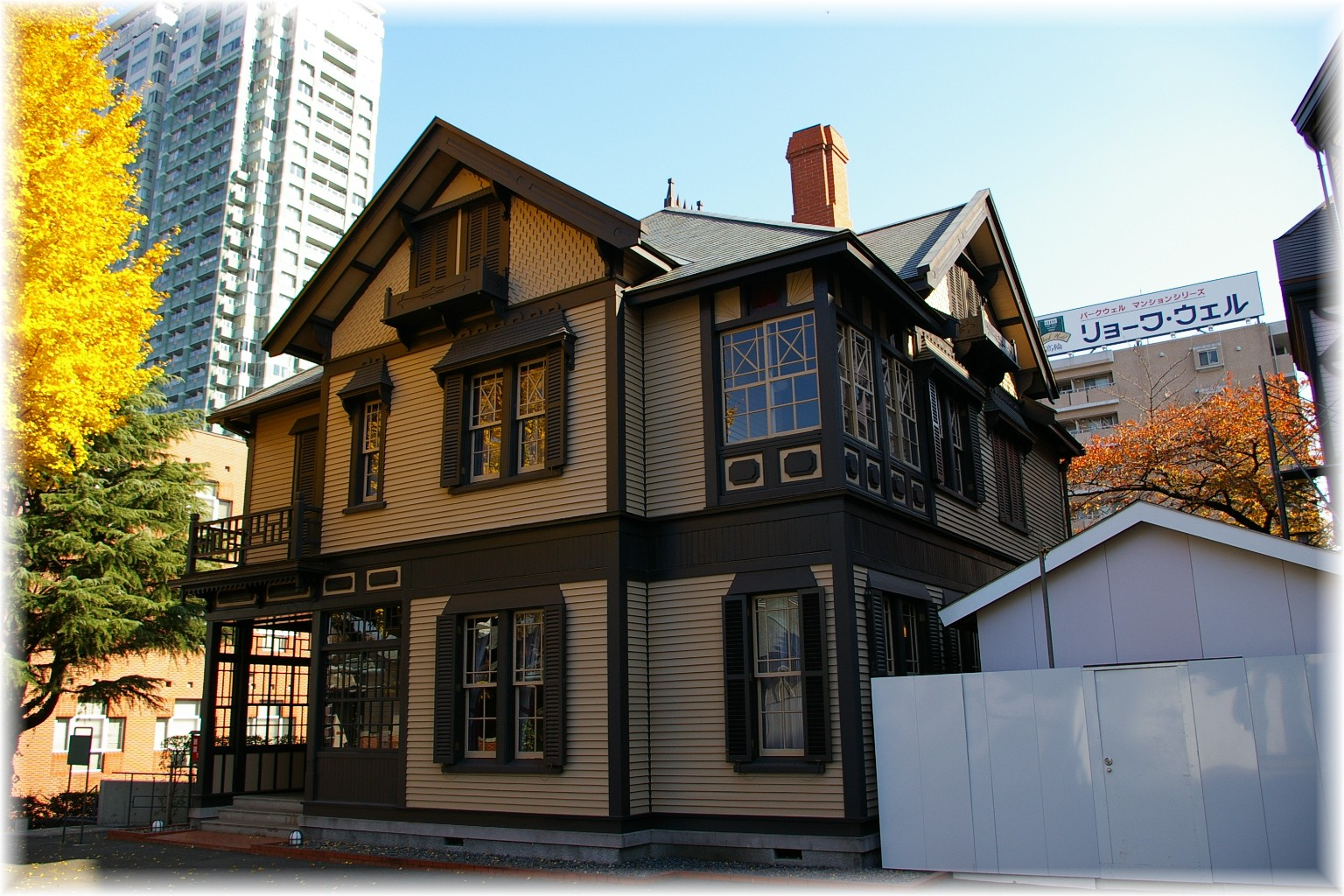
明治学院大学白金キャンパス内に建つ「インブリー館」。1897年（明治30年）から1922年（大正11年）までインブリー夫妻が暮らした

1897年5月31日にサンフランシスコを出港したインブリー夫妻は6月14日に再び横浜の港に到着し、明治学院白金キャンパスの第4号宣教師館に入居して、直ちに明治学院神学部教授に就任した。ニューイングランドの住宅の伝統をよく表し、インブリー夫妻が住居としたこの館は現在は「インブリー館」の名で知られ、1998年（平成10年）12月25日に国の重要文化財に指定されている。東京都内に現存する最古の宣教師館であり、日本では二番目の古さと言われている。
第2次松方内閣は1899年（明治32年）7月（および8月）の不平等条約改正実施に向けて法的整備を開始した。その一環として、文部省は1899年8月3日に学校教育における宗教教育の禁止を打ち出した「訓令12号」を発令したため、インブリーら宣教師は危機感を募らせて直ちに行動を起こした。彼らは井深梶之助ら日本の有力なキリスト者とともに、手分けをして内閣総理大臣の山県有朋、伊藤博文、文部大臣の樺山資紀、貴族院議長の黒田清隆、衆議院議長の片岡健吉らと直接面談して法令の廃止を訴えた。この努力が報われて徐々に文部省の法令適用が緩和され、1903年（明治36年）にはキリスト教主義諸学校は従来の権利を回復させることができた。
インブリーは在日ミッションを社団法人にするために総理大臣の桂太郎も含めた政府関係者との交渉を地道に続け、内務省を説得してついに1901年（明治34年）11月8日に「在日本プレスビテリアン宣教師社団」として社団法人設立許可を取得した。手始めに京浜の旧居留地に残るミッションの資産を評価1円にして最小の税を納めて移管を終えた後、明治学院に無償譲渡するという以後の在日各教派の模範となる方式を実行している。

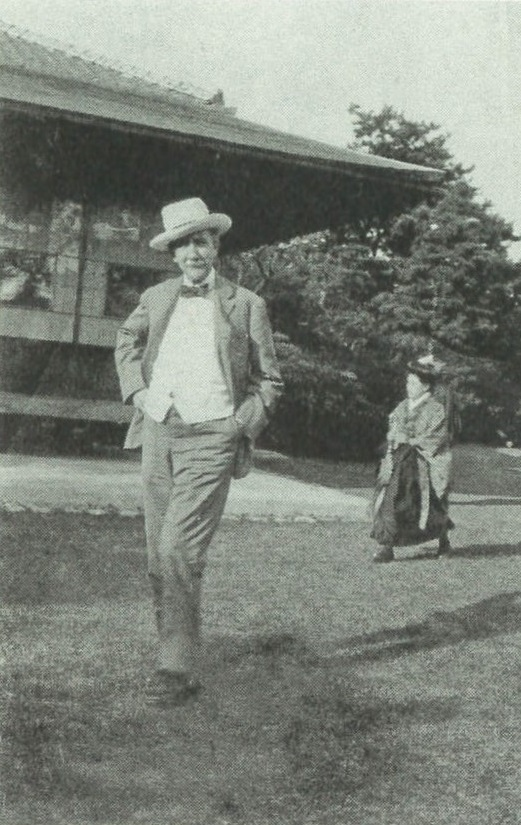
「宣教開始50年記念会」園遊会において（1909年10月9日）

大日本帝国政府は日露戦争が始まるとロシア帝国側の宣伝する「白色人種と黄色人種」「キリスト教国と異教国」の戦争論に対し、国際社会に反論を示す必要が生じた。1904年（明治37年）5月中旬にインブリーは井深を通訳として同行させ、総理大臣官邸において総理大臣の桂太郎と面談した。インブリーは桂の意向を受けて彼との会談内容を即日、「AN INTERVIEW WITH COUNT KATSURA」（桂伯会見記）と題して4,000字の英文にまとめ、内閣総理大臣秘書官を務める中島久万吉に数日経ることなく郵送した。その後にこのコピーをイギリスおよびアメリカ合衆国に送った。ロンドンではまず『スペクテイター』誌がこれを掲載し、続いて『タイムズ』紙も載せたと言われている。インブリーと桂の会見記事はこの他にも欧米のいくつかの新聞に掲載され、その結果、桂のもとに直接海外の有力者から多くの激励の手紙が届くことになった。会見の内容が広く知れ渡ると、逆説的に日本は野蛮なロシアからキリスト教文明を守る国と見られるまでになった。
1904年6月29日に横浜を出航して一時帰国の途についた。1905年（明治38年）10月にポーツマス条約の締結を見届けて日本に戻るが、その間に機会あるごとに桂の言葉も引用してアメリカのクリスチャンに対し、日本の立場を説明し続けた。
1909年（明治42年）2月15日に日露戦争時の功績が評価され、明治天皇から旭日章の等級「勲4等旭日小綬章」を贈られた。翌1910年（明治43年）にスコットランドのエディンバラで開催されたエディンバラ宣教会議にはアメリカ合衆国長老教会の在日代表者として（井深らとともに）出席した。
1917年（大正6年）5月に4度目の一時帰国の途についた。

## 帰国と晩年
1919年（大正8年）11月5日に明治学院神学部教授を辞任して名誉教授となった。
1922年（大正11年）12月3日にインブリー夫妻は日本を離れ、その年の冬をカリフォルニア州で過ごした。翌1923年春から長男マルコムが住むシカゴに移り、同地で余生を送っていたが、1928年8月4日にシカゴ郊外のエバンストンにある病院で亡くなった。83歳没。イリノイ州スコーキーのメモリアルパーク墓地に埋葬された。夫人のエリザベスは1931年3月24日に次男チャールズの牧会の地であるニューヨーク州キングストンで亡くなり、夫の隣に埋葬された。

## 後年の評価
中島耕二は『近代日本の外交と宣教師』において、ウィリアム・インブリーが歴代訪日宣教師の中で最も明治期の日本の政治・外交と関わりを持った宣教師であったにもかかわらず、ほとんど研究対象になってこなかったため、彼に関する文献は関係者の思い出話などの新聞・雑誌記事を除き、管見の限りわずかに井深梶之助とウエンライトによる追悼文があるのみだと述べている。日本基督一致教会の正史である山本秀煌の『日本基督教会史』（1915年）で語られることが極めて少なく、日本のプロテスタント史研究の基本文献である佐波亘の『植村正久と其の時代』（1938年）や小沢三郎の『幕末明治耶蘇教史研究』（1944年）、隅谷三喜男の『近代日本の形成とキリスト教』（1950年）および小沢三郎の『日本プロテスタント史研究』（1964年）と日本プロテスタント史の代表的通史である大内三郎の『日本プロテスタント史』（1970年）や土肥昭夫の『日本プロテスタント・キリスト教史』（1980年）においても彼の業績は一切言及されなかった。
ロバート・ホワイティングは『和をもって日本となす』（1989年）において、インブリーは48年間もの歳月を過ごし、日露戦争時の功績がたたえられて勲章が授けられた親日家としてではなく、悪名高い「インブリー事件」の主人公として、後世にまでその名を残すことになってしまったと述べている。

## 著書
著作権が消滅しているため、著作は全てインターネット上で閲覧可能となっている。
国立国会図書館のデジタルコレクション
- 福音史 : 一名・基督言行録 東京一致神学校（1884年）
- 加拉太書註解 井深梶之助（1892年）
- 哥羅西書註解 高橋五郎（1893年）
- 天の門 基督教書類会社（1901年）
- 古井の傍 基督教書類会社（1901年）
- 基督を何と思ふや 基督教書類会社（1902年）
- 基督略伝 基督教書類会社（1902年）
- 大なる法と大なる真 基督教書類会社（1903年）
- 基督教信仰要義 教文館（1913年）
- 腓立比書註解 日本基督教興文協会（1923年）
- ピリピ書註解 日本基督教興文協会（1925年）

アメリカの図書館のデジタルコレクション
- Handbook of English-Japanese Etymology Tokyo: R. Meiklejohn.（1880年）
- The Church of Christ in Japan: A Course of Lectures. Philadelphia, Westminster Press.（1906年）
- Wa and Ga. Tokyo: Kyo Bun Kwan.（1914年）